# ألان هيوستن
ألان هيوستن (بالإنجليزية: Allan Houston) مواليد 20 أبريل 1971 في لويفيل، هو لاعب كرة سلة أمريكي سابق بدأ مسيرته الاحترافية في سنة 1993 وحمل الرقم 20. يبلغ طوله 6 قدم 6 بوصة (2.0 م). شارك في مسابقة كرة السلة في الألعاب الأولمبية الصيفية. اعتزل اللعب في 2005.

## فرق لعب لها
- ديترويت بيستونز
- نيويورك نيكس

## الميداليات
| الميدالية | المسابقة                             |
| --------- | ------------------------------------ |
| ذهبية     | الألعاب الأولمبية الصيفية 2000       |
| ذهبية     | بطولة أمم الأمريكتين لكرة السلة 1999 |

## روابط خارجية
- ألان هيوستن على موقع IMDb (الإنجليزية)
- ألان هيوستن على موقع قاعدة بيانات الفيلم (الإنجليزية)
- ألان هيوستن على موقع الاتحاد الدولي لكرة السلة (الإنجليزية)
- ألان هيوستن على موقع إن بي أي (الإنجليزية)
- ألان هيوستن على موقع سبورتس رفرنس (الإنجليزية)
- ألان هيوستن على موقع كرة السلة الأوروبية.كوم (الإنجليزية)
- ألان هيوستن على موقع كلية كرة السلة في سبورتس رفرنس.كوم (الإنجليزية)
- ألان هيوستن على موقع ريلجم (الإنجليزية)
- ألان هيوستن على موقع بروبوليرز (الإنجليزية)
- ألان هيوستن على موقع سبورتس رفرنس (الإنجليزية)
- ألان هيوستن على موقع أوليمبيديا (الإنجليزية)